# ضوء الشتاء
ضوء الشتاء (بالإنجليزية: Winter Light), هو فيلم درامي، سويدي إنتاج 1963 من إخراج أنغمار بيرغمان وسيناريو بواسطة أنغمار بيرغمان الفيلم من بطولة إنغريد ثالين وغونيل يندبلوم وماكس فون سيدو قصة الفلم: راعي كنيسة ريفية صغيرة يدعى توماس إريكسون يؤدي خدمة للجماعة صغيرة، على الرغم من انه يعاني من نزلة برد وأزمة حادة في الإيمان. بعد الخدمة، هو حاول مواساة صياد (جوناس بيرسون) الذي يعذبه القلق، ولكن توماس تكلم عن علاقته المضطربة الخاصة مع الله. مدرسة المدرسة (ماريا ندبرغ) تعرض على توماس حبها كـ عزاء لفقدانه إيمانه، ولكن توماس يقاوم حبها بشكل يائس تماماً, هذا هو الفلم الثاني في ثلاثية بيرغمان من الأفلام تربط علاقة الإنسان مع الله...

## روابط خارجية
- ضوء الشتاء على موقع IMDb (الإنجليزية)
- ضوء الشتاء على موقع روتن توميتوز (الإنجليزية)
- ضوء الشتاء على موقع نتفليكس (الإنجليزية)
- ضوء الشتاء على موقع ألو سيني (الفرنسية)
- ضوء الشتاء على موقع Turner Classic Movies (الإنجليزية)
- ضوء الشتاء على موقع أول موفي (الإنجليزية)
- ضوء الشتاء على موقع فيلمافينيتي (الإسبانية)
- ضوء الشتاء على موقع قاعدة بيانات الأفلام السويدية (السويدية)
- ضوء الشتاء على موقع قاعدة بيانات الفيلم (الإنجليزية)
- ضوء الشتاء على موقع ليتربوكسد (الإنجليزية)